# Ethan Laird
Ethan Benjamin Laird, född 5 augusti 2001, är en engelsk fotbollsspelare som spelar som försvarare för Birmingham City.

## Klubbkarriär
Som nioåring anslöt Laird till Manchester United. Han skrev sitt första proffskontrakt med klubben i oktober 2018, men mindre än två månader senare drabbades han av en långvarig skada i en Uefa Youth League-match hemma mot Young Boys, och gjorde bara ytterligare två matcher under säsongen 2018–19.
Den 8 januari 2021 lånades Laird ut till Milton Keynes Dons på ett låneavtal över resten av säsongen 2020/2021. Den 16 augusti 2021 lånades han ut till Swansea City på ett säsongslån. Den 6 januari 2022 lånades Laird istället ut till Bournemouth på ett låneavtal över resten av säsongen 2021/2022. Den 15 augusti 2022 lånades han ut till Queens Park Rangers på ett säsongslån.
Den 30 juni 2023 värvades Laird av Birmingham City, där han skrev på ett treårskontrakt.

## Landslagskarriär
Laird föddes i England och är av jamaicansk härkomst. Han har uttryckt en önskan att representera Jamaicas fotbollslandslag. Laird var en del av Englands U17-trupp som var värd för U17-Europamästerskapet 2018.